# Paralecanographa
Paralecanographa es un género de hongos liquenizados en la familia Roccellaceae.